# Vertu

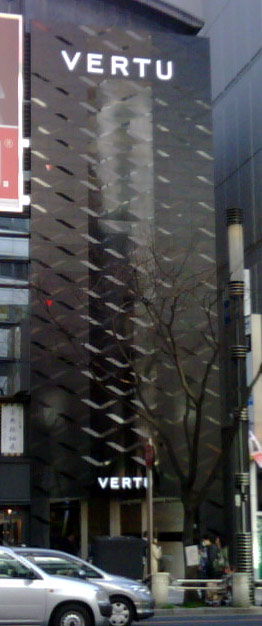
Sediu Vertu

Vertu este producător și distribuitor britanic de telefoane mobile de lux înființat de producătorul finlandez de telefoane mobile, Nokia, ca divizie de lux în 1998. În Octombrie 2012 Nokia a vândut Vertu către un fond de investiții privat EQT VI pentru o sumă nedeclarată, păstrând doar 10% din numărul total de acțiuni, devenind astfel acționar minoritar.

## Concept
Vertu a inițiat industria telefoanelor mobile de lux în anul 2002 odată cu lansarea telefonului Signature. De atunci a fost lider de piată, în pofida competiției marilor brand-uri de-a lungul anilor. Fiecare telefon Vertu este asamblat manual în atelierul de producție situat în Hampshire, Anglia și este semnat de artizanul care îl creează.
Spre deosebire de telefoanele produse în masă, telefoanele Vertu sunt produse din materiale, cum ar fi: oțelul inoxidabil, titanul, pielea și ecranul din cristal de safir.

## Colecții
- Constellation
- Signature
- Ascent
- Ti

## Telefoane
- Signature
- Ascent
- Constellation 2006
- Ascent Ti
- Signature S
- Ascent X
- Constellation Ayxta

### QWERTY
- Constellation Quest

### Touchscreen
- Constellation Touch
- Vertu Ti
- Vertu Constellation V

## Sistem de operare
Până în 2012 sistemul de operare folosit pentru telefoanele Vertu era Symbian. După ce a devenit companie independentă în 2012, Vertu a hotărât să schimbe sistemul Symbian cu cel Android, primul model lansat cu acest sistem de operare fiind Vertu Ti.